# Argeus
Argeus – imię męskie pochodzenia greckiego, pochodzące od greckiego Arges i oznaczające „jasny, błyszczący”. Patronem tego imienia jest św. Argeus (III/IV wiek), wspominany razem ze swymi braćmi: śwśw. Narcyzem i Marcelinem.
Argeus imieniny obchodzi 2 stycznia.